# Fachada

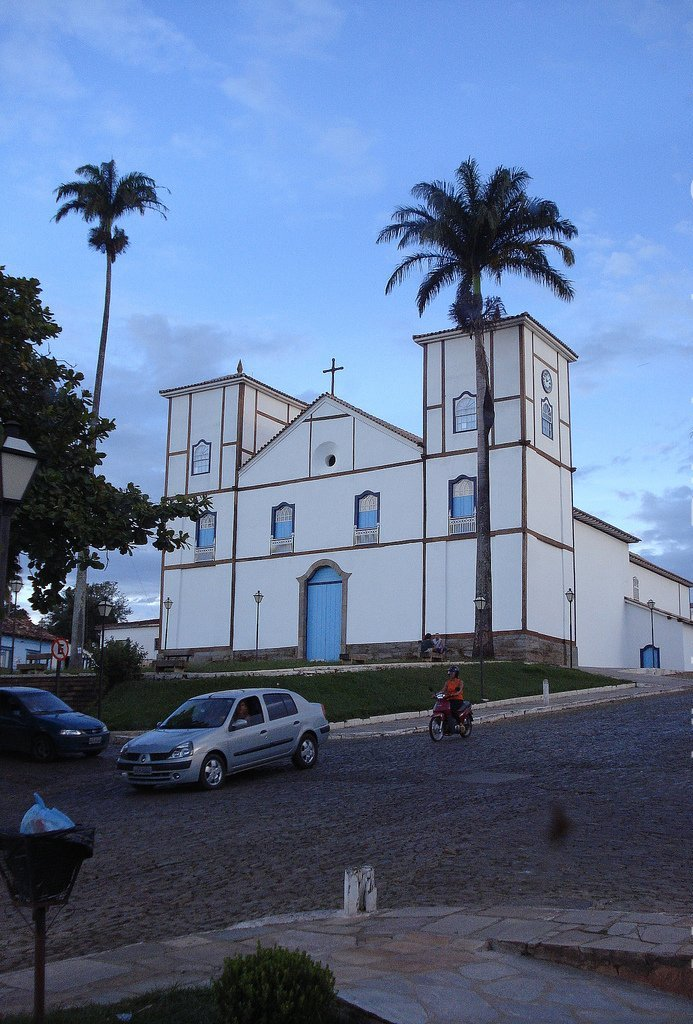
Fachada da Igreja Matriz de Nossa Senhora do Rosário em Pirenópolis, Goiás

A fachada (do francês: "rosto") é geralmente a parte frontal ou exterior de um edifício. É uma palavra emprestada.
Na arquitetura, a fachada de um edifício é muitas vezes o aspecto mais importante do ponto de vista do design, pois dá o tom para o resto do edifício. Do ponto de vista da engenharia, a fachada também é de grande importância devido ao seu impacto na eficiência energética. Para fachadas históricas, muitos regulamentos de zoneamento locais ou outras leis restringem ou mesmo proíbem muito sua alteração.

## Etimologia
A palavra é um empréstimo do termo francês "fachada", que por sua vez vem do italiano "facciata", derivado de "faccia" que significa "rosto", em última análise, do termo latim pós-clássico facia. O uso mais antigo registrado pelo Oxford English Dictionary é de 1656.

## Fachadas adicionadas
Era bastante comum no período georgiano que as casas existentes nas cidades inglesas recebessem uma nova fachada moderna. Por exemplo, na cidade inglesa de Bath, o The Bunch of Grapes na Westgate Street parece ser um edifício georgiano, mas a aparência é apenas profunda na pele e alguns dos quartos interiores ainda têm tetos de gesso jacobeano.
Esta nova construção aconteceu também em outros lugares: em Santiago de Compostela, a Casa do Cabido de três metros de profundidade foi construída para corresponder à ordem arquitetônica da praça, e a fachada principal churrigueresca da Catedral de Santiago de Compostela, de frente para a Plaza del Obradoiro, está na verdade envolvendo e escondendo o antigo Pórtico da Glória.

## Fachadas altas
Nos arranha-céus modernos, as paredes exteriores são muitas vezes suspensas das lajes de piso de betão. Exemplos incluem paredes de cortina e paredes de concreto pré-moldado. Às vezes, a fachada pode ser obrigada a ter uma classificação de resistência ao fogo, por exemplo, se dois edifícios estiverem muito próximos, para diminuir a probabilidade de propagação do fogo de um edifício para outro.

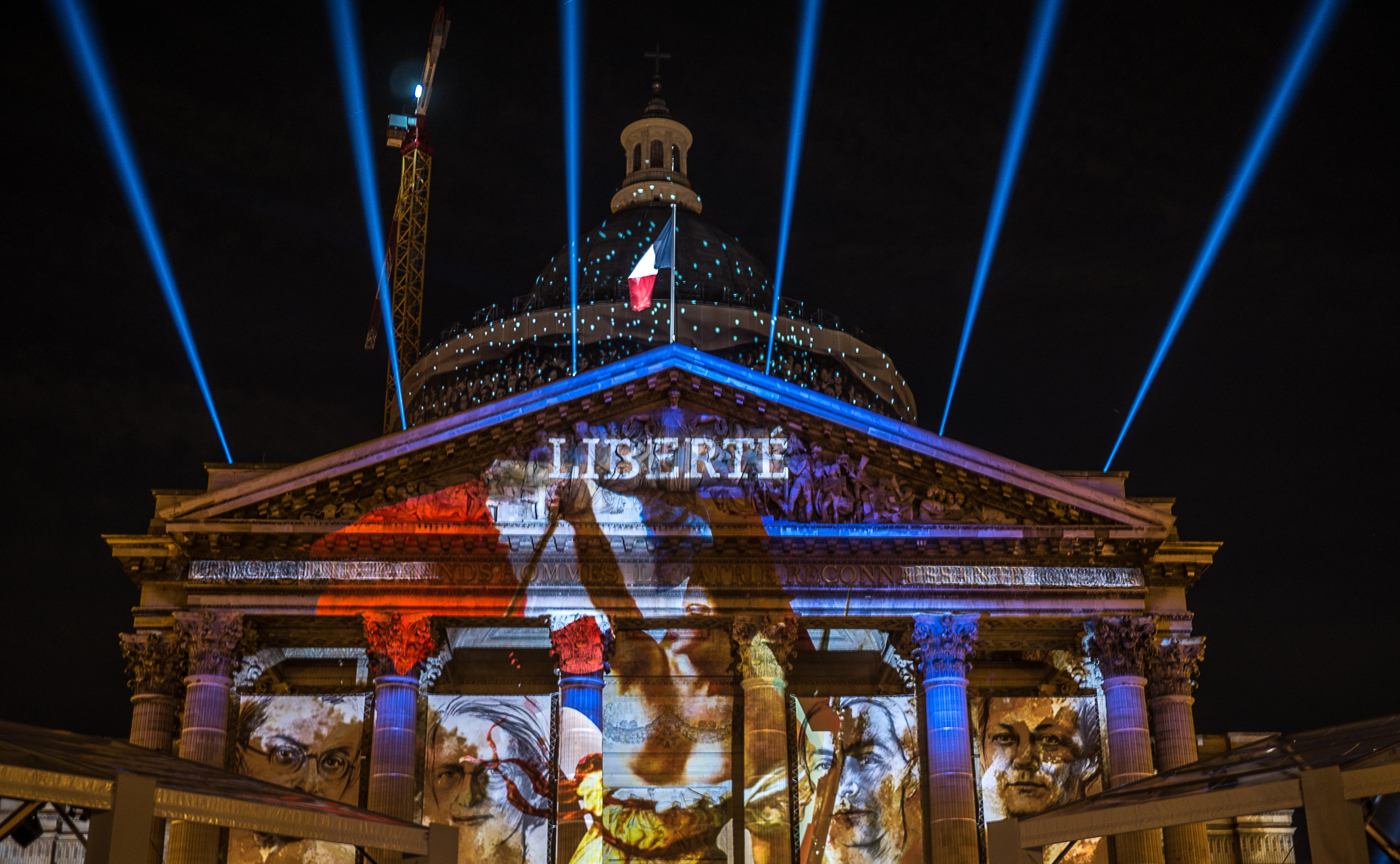
A fachada do Panteão em Paris iluminada na noite de 27 de maio de 2015 para a admissão de Germaine Tillion, Geneviève de Gaulle-Anthonioz, Pierre Brossolette e Jean Zay no mausoléu.

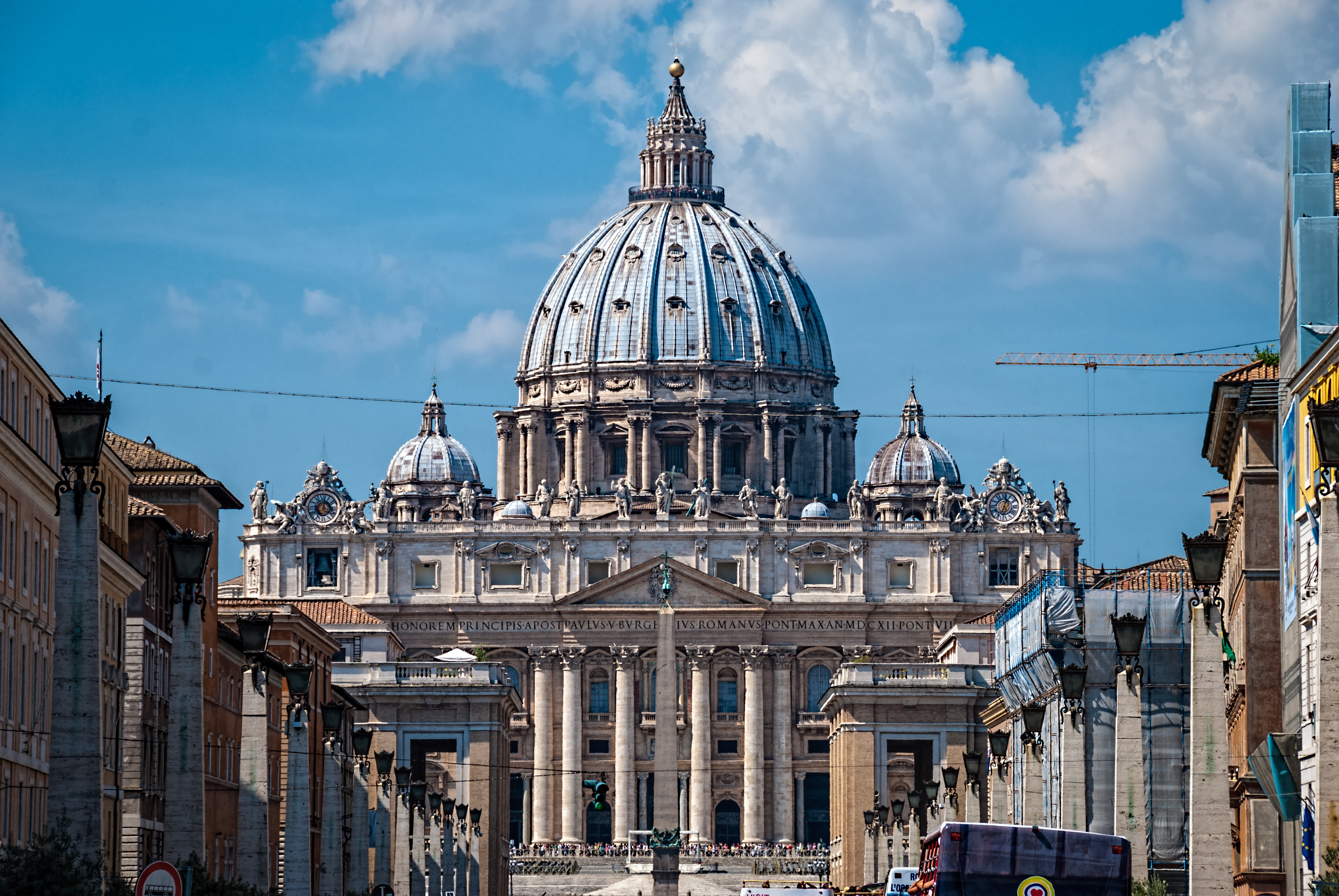
A fachada monumental de Carlo Maderno da Basílica de São Pedro na Cidade do Vaticano

Em geral, os sistemas de fachada que são suspensos ou fixados às lajes pré-moldadas de concreto serão feitos de alumínio (revestido a pó ou anodizado) ou aço inoxidável. Nos últimos anos, materiais mais luxuosos, como titânio, às vezes têm sido usados, mas devido ao seu custo e suscetibilidade à coloração das bordas do painel, estes não têm sido populares.
Seja classificada ou não, a proteção contra incêndio é sempre uma consideração de projeto. O ponto de fusão do alumínio, 660 °C, é normalmente atingido em poucos minutos após o início de um incêndio. Paradas de incêndio para essas juntas de construção também podem ser qualificadas. Colocar sistemas de aspersão de incêndio em cada andar tem um efeito profundamente positivo na segurança contra incêndio de edifícios com paredes de cortina.
O uso prolongado de novos materiais, como polímeros, resultou em um aumento de incêndios em fachadas de edifícios altos nos últimos anos, uma vez que são mais inflamáveis do que os materiais tradicionais.
Alguns códigos de construção também limitam a porcentagem de área da janela nas paredes externas. Quando a parede externa não é classificada, a borda da laje perimetral torna-se uma junção onde as lajes classificadas estão encostadas em uma parede sem classificação. Para paredes nominativas, pode-se também escolher janelas e portas corta-fogo, para manter a classificação dessa parede.

## No cinema e parque
Em um set de filmagem e dentro da maioria das atrações temáticas, muitos dos edifícios são apenas fachada, que são muito mais baratos do que edifícios reais, e não estão sujeitos a códigos de construção (dentro de sets de filmagem). Nos sets de filmagem, eles são simplesmente segurados com apoios por trás e, às vezes, têm caixas para os atores entrarem e saírem da frente, se necessário para uma cena. Dentro dos parques temáticos, eles geralmente são decoração para o passeio interior ou atração, que é baseado em um projeto de construção simples.